# تريشيا بروك
تريشيا بروك (بالإنجليزية: Tricia Brock)‏ هي كاتبة غنائية ومغنية أمريكية، ولدت في 7 يوليو 1979 في سينسيناتي في الولايات المتحدة.

## وصلات خارجية
- الموقع الرسمي
- تريشيا بروك على موقع IMDb (الإنجليزية)
- تريشيا بروك على موقع ميوزك برينز (الإنجليزية)
- تريشيا بروك على موقع ميوزك برينز (الإنجليزية)
- تريشيا بروك على موقع ديسكوغز (الإنجليزية)